# Lorenzo Baldassarri

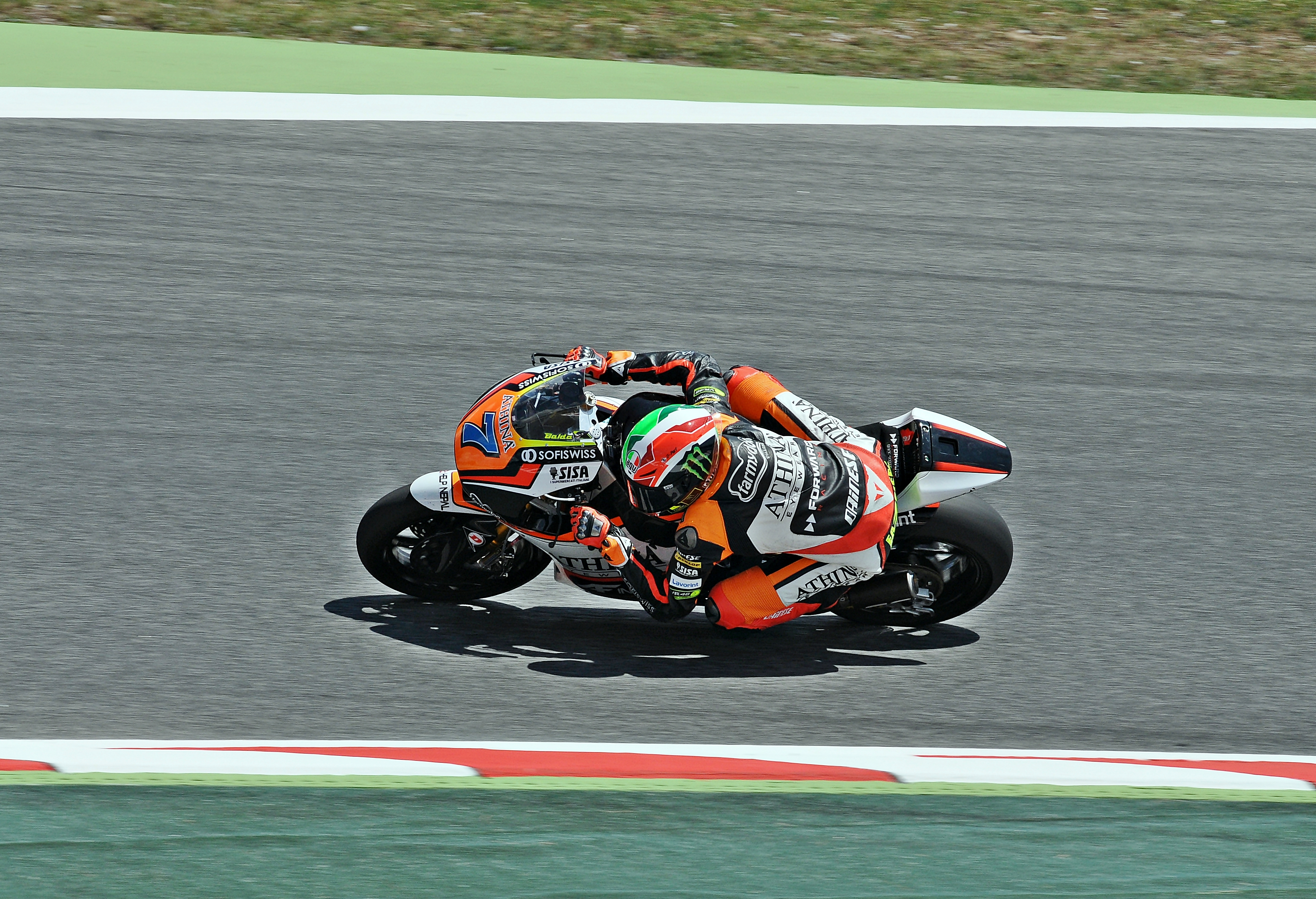
Lorenzo Baldassarri op het Circuit de Barcelona-Catalunya in 2015.

Lorenzo Baldassarri (San Severino Marche, 6 november 1996) is een Italiaans motorcoureur.

## Carrière
Baldassarri won het Italiaanse 50cc MiniGP-kampioenschap in 2007 en werd tweede in het Catalaanse PreGP-kampioenschap in 2009. In 2011 stapte hij over naar het Italiaanse 125cc-kampioenschap voor Aprilia en reed 39 punten bij elkaar. Dat jaar maakte hij ook zijn debuut in de FIM MotoGP Rookies Cup en behaalde twee overwinningen op Silverstone en het TT Circuit Assen en vier andere podiumplaatsen, waarmee hij met 208 punten kampioen werd. In 2012 bleef hij rijden in de Rookies Cup, maar behaalde slechts één overwinning op het Circuito Permanente de Jerez en kwam in de rest van de races niet hoger dan een paar zesde plaatsen, waardoor hij zakte naar de negende plaats met 101 punten. Ook kwam hij uit in het Spaanse Moto3-kampioenschap en werd achtste met 44 punten. Baldassarri is onderdeel van het opleidingsprogramma van Valentino Rossi.
In 2013 maakte Baldassarri zijn debuut in de Moto3-klasse van het wereldkampioenschap wegrace op een FTR Honda voor het team van Gresini Racing, maar wist geen punten te scoren. Desondanks maakte hij in 2014 de overstap naar de Moto2 en kwam op een Suter opnieuw uit voor Gresini. Hier scoorde hij wel in enkele races punten, met een negende plaats tijdens de TT van Assen als beste resultaat. Hiermee werd hij 25e in het kampioenschap met 20 punten.
In 2015 stapte Baldassarri binnen de Moto2 over naar een Kalex voor Forward Racing. Vanwege problemen van het team moesten hij en zijn teamgenoot Simone Corsi de Grand Prix van Indianapolis overslaan, maar in de Grand Prix van Australië behaalde hij zijn eerste podium met een derde plaats achter Álex Rins en Sam Lowes. Hij eindigde het seizoen op een negende plaats met 96 punten. In 2016 behaalde hij in de Grand Prix van Italië opnieuw een podium, waarbij Johann Zarco hem met drie honderdsten van een seconde versloeg in de strijd om de overwinning. Later dat jaar, tijdens de Grand Prix van San Marino, behaalde hij wel zijn eerste overwinning in het wereldkampioenschap.

## Statistieken

### Grand Prix

#### Per seizoen
| Seizoen | Klasse | Motor     | Team                     | Races | Winst | Podiums | Poles | SR | Ptn | Pos |
| ------- | ------ | --------- | ------------------------ | ----- | ----- | ------- | ----- | -- | --- | --- |
| 2013    | Moto3  | FTR Honda | GO&FUN Gresini Moto3     | 17    | 0     | 0       | 0     | 0  | 0   | NC  |
| 2014    | Moto2  | Suter     | Gresini Moto2            | 18    | 0     | 0       | 0     | 0  | 20  | 25e |
| 2015    | Moto2  | Kalex     | Athinà Forward Racing    | 17    | 0     | 1       | 0     | 0  | 96  | 9e  |
| 2016    | Moto2  | Kalex     | Forward Team             | 17    | 1     | 2       | 0     | 0  | 127 | 8e  |
| 2017    | Moto2  | Kalex     | Forward Racing Team      | 16    | 0     | 0       | 0     | 0  | 51  | 16e |
| 2018    | Moto2  | Kalex     | Pons HP40                | 18    | 1     | 5       | 2     | 4  | 162 | 5e  |
| 2019    | Moto2  | Kalex     | Flexbox HP40             | 19    | 3     | 3       | 0     | 1  | 171 | 7e  |
| 2020    | Moto2  | Kalex     | Flexbox HP40             | 15    | 0     | 1       | 0     | 0  | 71  | 12e |
| 2021    | Moto2  | MV Agusta | MV Agusta Forward Racing | 14    | 0     | 0       | 0     | 0  | 3   | 31e |
| 2023    | Moto2  | Kalex     | Fantic Racing            | 1     | 0     | 0       | 0     | 0  | 0   | 44e |
| 2025*   | MotoE  | Ducati    | Dynavolt Intact GP MotoE | 6     | 0     | 1       | 0     | 0  | 69  | 3e  |
| Totaal  | Totaal | Totaal    | Totaal                   | 157   | 5     | 13      | 2     | 5  | 770 |     |

#### Per klasse
| Klasse | Seizoenen                   | 1e GP                       | 1e podium                   | 1e winst                    | Races | Winst | Podiums | Poles | SR | Ptn | Kampioen |
| ------ | --------------------------- | --------------------------- | --------------------------- | --------------------------- | ----- | ----- | ------- | ----- | -- | --- | -------- |
| Moto3  | 2013                        | Qatar 2013                  |                             |                             | 17    | 0     | 0       | 0     | 0  | 0   | 0        |
| Moto2  | 2014-2021, 2023             | Qatar 2014                  | Australië 2015              | San Marino 2016             | 135   | 5     | 12      | 2     | 5  | 701 | 0        |
| MotoE  | 2025-heden                  | Frankrijk 2025 R1           | Nederland 2025 R2           |                             | 6     | 0     | 1       | 0     | 0  | 69  | 0        |
| Totaal | 2013-2021, 2023, 2025-heden | 2013-2021, 2023, 2025-heden | 2013-2021, 2023, 2025-heden | 2013-2021, 2023, 2025-heden | 157   | 5     | 13      | 2     | 5  | 770 | 0        |

#### Races per jaar
(vetgedrukt betekent pole positie; cursief betekent snelste ronde)
| Jaar | Klasse | Motor     | 1       | 2       | 3       | 4       | 5       | 6       | 7       | 8       | 9       | 10      | 11      | 12      | 13      | 14     | 15      | 16     | 17      | 18      | 19      | 20  | Pos | Ptn |
| ---- | ------ | --------- | ------- | ------- | ------- | ------- | ------- | ------- | ------- | ------- | ------- | ------- | ------- | ------- | ------- | ------ | ------- | ------ | ------- | ------- | ------- | --- | --- | --- |
| 2013 | Moto3  | FTR Honda | QAT 28  | AME DNF | SPA 22  | FRA DNF | ITA 23  | CAT 21  | NED 20  | DUI DNF | INP DNF | TSJ DNF | GBR 18  | SMR 23  | ARA 26  | MAL 23 | AUS 24  | JPN 17 | VAL 20  |         |         |     | NC  | 0   |
| 2014 | Moto2  | Suter     | QAT DNF | AME DNF | ARG 28  | SPA DNF | FRA 20  | ITA 23  | CAT 11  | NED 9   | DUI DNF | INP 17  | TSJ DNF | GBR DNF | SMR 25  | ARA 25 | JPN 17  | AUS 14 | MAL 17  | VAL 10  |         |     | 25  | 20  |
| 2015 | Moto2  | Kalex     | QAT 10  | AME 26  | ARG 8   | SPA 13  | FRA 21  | ITA 10  | CAT 10  | NED DNF | DUI 8   | INP     | TSJ DNF | GBR DNF | SMR 7   | ARA 10 | JPN 12  | AUS 3  | MAL 5   | VAL 4   |         |     | 9   | 96  |
| 2016 | Moto2  | Kalex     | QAT DNS | ARG 13  | AME 23  | SPA 17  | FRA 17  | ITA 2   | CAT 14  | NED 5   | DUI 5   | OOS 8   | TSJ 16  | GBR 6   | SMR 1   | ARA 7  | JPN DNF | AUS 4  | MAL 4   | VAL 14  |         |     | 8   | 127 |
| 2017 | Moto2  | Kalex     | QAT 8   | ARG 4   | AME DNF | SPA 11  | FRA DNF | ITA DNF | CAT 4   | NED DNS | DUI     | TSJ 18  | OOS DNF | GBR 29  | SMR DNF | ARA 13 | JPN 10  | AUS 14 | MAL DNF | VAL 15  |         |     | 16  | 51  |
| 2018 | Moto2  | Kalex     | QAT 2   | ARG 4   | AME 10  | SPA 1   | FRA DNF | ITA 2   | CAT 7   | NED 26  | DUI DNF | TSJ 4   | OOS 26  | GBR C   | SMR 6   | ARA 3  | THA DNF | JPN 2  | AUS 22  | MAL 6   | VAL DNF |     | 5   | 162 |
| 2019 | Moto2  | Kalex     | QAT 1   | ARG 1   | AME DNF | SPA 1   | FRA DNF | ITA 4   | CAT DNF | NED DNF | DUI 7   | TSJ 11  | OOS 4   | GBR 7   | SMR 10  | ARA 8  | THA 25  | JPN 4  | AUS 5   | MAL 7   | VAL 17  |     | 7   | 171 |
| 2020 | Moto2  | Kalex     | QAT 2   | SPA 8   | AND DNF | TSJ 22  | OOS 11  | STI 15  | SMR 11  | EMI 25  | CAT DNF | FRA 8   | ARA 20  | TER DNF | EUR 5   | VAL 10 | POR 9   |        |         |         |         |     | 12  | 71  |
| 2021 | Moto2  | MV Agusta | QAT DNF | DOH 20  | POR 14  | SPA 15  | FRA 17  | ITA DNF | CAT 23  | DUI DNF | NED     | STI 21  | OOS DNS | GBR DNF | ARA     | SMR 24 | AME 22  | EMI 20 | ALG DNF | VAL DNS |         |     | 31  | 3   |
| 2023 | Moto2  | Kalex     | POR     | ARG     | AME     | SPA     | FRA     | ITA     | DUI     | NED     | GBR     | OOS     | CAT     | SMR     | IND     | JPN    | INA 23  | AUS    | THA     | MAL     | QAT     | VAL | 44  | 0   |
| 2025 | MotoE  | Ducati    | FRA1 6  | FRA2 5  | NED1 6  | NED2 3  | OOS1 5  | OOS2 5  | HON1    | HON2    | CAT1    | CAT2    | SMR1    | SMR2    | POR1    | POR2   |         |        |         |         |         |     | 3*  | 69* |

* Seizoen nog bezig.